# Dipartimento di Vera
Vera è un dipartimento argentino, situato nella parte settentrionale della provincia di Santa Fe, con capoluogo la città di Vera.